# Mephisto and the Maiden

Mephisto and the Maiden est un film muet américain réalisé par Francis Boggs et sorti en 1909.

## Résumé
Un homme, Friar, accepte de donner son son âme immortelle au Diable en échange de 2 heures en compagnie d'une femme.

## Fiche technique
- Réalisation : Francis Boggs
- Production : William Nicholas Selig
- Date de sortie :  États-Unis : 29 avril 1909

## Distribution
- Tom Santschi
- Jean Ward
- Harry Todd
- James L. McGee